# جمال الصفار
جمال الصفار (مواليد 24 أكتوبر 1971) هو عداء من المملكة العربية السعودية متخصص في 100 متر.أفضل توقيت شخصي له هو 10.19 ثانية حققه في نيسان/أبريل 2002 في الكويت.

## وصلات خارجية
- جمال الصفار على موقع الاتحاد الدولي لألعاب القوى (الإنجليزية)
- جمال الصفار على موقع أوليمبيديا (الإنجليزية)